# ふんじゃかじゃん
『ふんじゃかじゃん』は、天広直人の漫画作品。
当初、毎日新聞社が発行する月刊のフリーペーパー『まんたんブロード』に2005年5月25日発行の第12号から2006年9月25日発行の第28号まで全17話が連載されたが、後に『月刊コミックラッシュ』（ジャイブ）2007年5月号にて新作エピソード1話（単行本の第9話）が掲載され、同年4月7日に単行本が発売された。
まんたんブロード連載分と月刊コミックラッシュ掲載の読み切りは全編がカラーで描かれているが、天広直人の個人サークル「Cielo」発行の同人誌が初出の番外編は白黒で描かれている。
本項では、コミックラッシュ2007年7月号より連載された続編作品『ふんじゃかじゃんmiracle』についても記述する。

## 作品概要
見習い天使・ふんじゃかは、居眠りをしている間に大事な天使のコルネットを下界に落としてしまい、神サマに天界を追放されてしまう。下界に降り立ったふんじゃかは、たこ焼き屋の少年・ユウの家で居候になりコルネットを探すことにするが、天界からやって来た他の見習い天使やユウの友達を巻き込んでの騒動が毎回繰り広げられる。

## 主な登場人物

### 天界
ふんじゃか
主人公の見習い天使。大事なコルネットを下界に落としてしまい、天界を追放される。コルネットの代わりに何かを吹くと天使の力が使えるが、上手く行かないこともある。たこ焼きが大好物。
ピクシー
ふんじゃかに仕えるしもべ妖精。うさ耳の頭巾をかぶっている。怒るともの凄く恐いらしい。
Q・P（キュー・ピー）
愛と美の天使。まるみちゃんの家に居候している。
シルフ
Q・Pのしもべ妖精。マジカル・ミラーでどんな服にでも自由に着替えさせる。
ココ
見習い天使。三ノ宮さんの家に居候している。性悪。
モルガン
ココのしもべ妖精。魔術の天才。ピクシーと仲が悪い。第7話と第9話（特別編）では「パンドラ」と呼ばれている。
神サマ（かみサマ）
天界でいちばん偉い。大事なコルネットを落としたふんじゃかを下界に追放する。
天使長（てんしちょう）
天使のリーダー。パペットランドの元領主・ヴラドII世を裁判にかけるため人間界に降臨する。

### 下界
ユウタ
気弱な少年。普段は「ユウ」と呼ばれている。野良天使になっていたふんじゃかを保護し、居候させる。
ねえさん
ユウの姉（本名は不明）。たこ焼き屋を営んでいる。
まるみちゃん
ユウの同級生で、そば屋の娘。Q・Pを居候させる。
三ノ宮さん（さんのみやさん）
ユウたちの同級生で、大金持ちの令嬢。ココを居候させる。
富良戸先生（ふらとせんせい）
ユウ達の担任。

### わるもの
ジョーカー
（自称）天才魔導師。ふんじゃかが落とした天使のコルネットを奪う機会を狙っている。

## 単行本
- ふんじゃかじゃん（全1巻、ジャイブ） - 2007年4月15日初版、ISBN 9784861763915